# Kid Galahad (película de 1937)
Kid Galahad es una película estadounidense de 1937 dirigida por Michael Curtiz, con actuación principal de Edward G. Robinson, Bette Davis y Humphrey Bogart.

## Sinopsis
Nick Donati, un mánager de boxeo, presiente a un posible campeón en Ward, el botones de un hotel. Mientras Nick se encarga del entrenamiento de Ward, su novia, Louise, se enamora de Ward, pero éste se enamora de Marie, la hermana de Nick.

## Reparto
- Edward G. Robinson como Nick Donati
- Bette Davis como Louise "Fluff" Phillips
- Humphrey Bogart como Turkey Morgan
- Wayne Morris como Ward Guisenberry "Kid Galahad"
- Jane Bryan como Marie Donati
- Harry Carey como Jackson
- William Haade como Chuck McGraw
- Soledad Jiménez como la Sra. Donati
- Joe Cunningham como Joe Taylor
- Ben Welden como Buzz Barett
- Joseph Crehan como Brady
- Bob Evans como Sam
- Hank Hankinson como Burke
- Bob Nestell como O'Brien

## Recepción
El crítico del New York Times , Frank S. Nugent, aplaudió la "actuación natural y fácil" de Morris.
Time Out consideró que la película era una "exposición no demasiado sutil del ahora trillado tema de la corrupción en el ring de boxeo", pero admitió que "La dirección elegante y las excelentes actuaciones hacen que sea agradable".
Dave Kehr del Chicago Reader no estuvo de acuerdo y lo caracterizó como "prácticamente de todos los géneros y sin matices", pero encontró la dirección de Curtiz "sorprendentemente suave y ligera".